# 福田村事件
福田村事件（ふくだむらじけん）は、1923年（大正12年）9月6日、関東大震災後の混乱および流言蜚語が生み出した社会不安の中で、香川県からの薬の行商団（配置薬販売業者）15名が千葉県東葛飾郡福田村（現在の野田市）三ツ堀で地元の福田村および田中村（現柏市）それぞれの自警団に暴行され、9名が殺害された事件である。

## 概要
1923年（大正12年）3月に香川県を出発していた売薬（当時の「征露丸」や頭痛薬、風邪薬など）行商団15人は、関西から各地を巡って群馬を経て8月に千葉に入っていた。
9月1日の関東大震災直後、4日には千葉県にも緊急勅令によって戒厳令の一部規定が適用され、同時に官民一体となって朝鮮人などを取り締まるために自警団が組織・強化され、村中を警戒していた。『柏市史』によれば「自警団を組織して警戒していた福田村を、男女15人の集団が通過しようとした。自警団の人々は彼らを止めて種々尋ねるがはっきりせず、警察署に連絡する。「ことあらばと待ち構えていたとしか考えられない」という状況だった。
生き残った被害者の証言によると、関東大震災発生から5日後の1923年（大正12年）9月6日の昼ごろ、千葉県東葛飾郡福田村（現在の野田市）三ツ堀の利根川沿いで、「15円50銭」などと言わせ、休憩していた行商団のまわりを興奮状態の自警団200人ぐらいが囲んで「言葉がおかしい」「朝鮮人ではないか」などと次々と言葉を浴びせていた。福田村村長らが「日本人ではないか」と言っても群衆は聞かず、なかなか収まらないので駐在所の巡査が本署に問い合わせに行った。この直後に惨劇が起こり、現場にいた旧福田村住人の証言によれば「もう大混乱で誰が犯行に及んだかは分からない。メチャメチャな状態であった」。生き残った行商団員の手記によれば「棒やとび口を頭へぶち込んだ」「銃声が2発聞こえ」「バンザイの声が上がりました」。駐在の巡査が本署の部長と共に戻って事態を止めた時には、すでに15人中、子ども3人を含めて9名の命が絶たれており、その遺体は利根川に流されてしまい遺骨も残っていない。かけつけた本署（松戸警察署野田分署）の警察部長が、鉄の針金や太縄で縛られていた行商団員や川に投げ込まれていた行商団員を「殺すことはならん」「わしが保証するからまかせてくれ」と説得したことで、かろうじて6人の行商団員が生き残った。

## 被害者
香川県三豊郡（現三豊市）の薬売り行商人15名。うち犠牲者は、妊婦や2歳、4歳、6歳の幼児をふくむ9名（妊婦の胎児を含め、10名とする場合もある）。被害者一行は被差別部落出身であった。事件が生存者や遺族から多くは語られなかったのは差別による二次被害を恐れてとの指摘も存在する。

## 加害者
検挙されたのは、現場の福田村の自警団員4名および隣接する田中村の自警団員4名。
この8名が騒擾（そうじょう）殺人罪に問われたが、被告人らは「郷土を朝鮮人から守った俺は憂国の志士であり、国が自警団を作れと命令し、その結果誤って殺したのだ」と主張しており、また、当時の予審判事は、裁判の前から「量刑は考慮する」と新聞に語っていた。他方、彼らが検挙された頃、田中村の会議で4名の被告人に「見舞金」の名目で弁護費用を出すことを決め、村の各戸から均等に徴収している。
判決は、田中村の1名のみ「懲役2年、執行猶予3年」の第二審判決を受け入れたが、あとの7名には大審院で懲役3年から10年の実刑判決が出された。しかし、受刑者全員が、確定判決から2年5か月後、昭和天皇即位による恩赦で釈放された。事件について調査を行った石井雍大によれば、出所した中心人物の一人は後に、選挙を経て村長となり、村の合併後は市議会議員を務めたという。

## 背景
事件の詳細は今なお明らかではないが、「行商団一行の話す方言（讃岐弁）が千葉県の人には聞き慣れず、ほとんど理解できなかった」「千葉県の人との意思疎通の際に話す標準語も発音に訛りがあり、流暢でなかった」などを理由に朝鮮人とみなされ、一連の事件が起こったとの証言がある。当時22歳で生き残った行商団員が残した手記や、当時14歳の行商団員の証言でも、地元の船頭との言い争いの中で「どうもお前の言葉は変だ、朝鮮人と違うのか」と言われて自警団が集まってきたとされる。
背景として、日本統治時代の朝鮮では朝鮮独立運動が勃興しており、本事件の4年前の1919年（大正8年）に起きた三・一運動では、デモが朝鮮全土に広がり、鎮圧に軍が出動している。内地では歪曲報道され、放火、略奪、虐殺を繰り返す集団を一般的な政治犯とはせず、「土匪・匪賊」と呼んでいたことから、朝鮮人は日本の言うことを聞かない「不逞の輩」として、日本全土で官民による差別や弾圧が強まっていたことが挙げられる。太平洋戦争後、法務府が刊行した『関東大震災と治安回顧』では「数百名の村民は忽ち武器を手にして」「殺到し、売薬行商団を包囲し、『朝鮮人を打ち殺せ』と喧囂（けんごう）し、行商団員が百方言葉を尽くして『日本人である』と弁解したにも拘らず」「平静を失った群衆は」「荒縄で縛り上げ」「鳶口（とびくち）、棍棒を振って殴打暴行し、遂には『利根川に投げ込んで仕舞え』と怒号し」などと描写されている。
さらに、関東大震災の当日・翌日には、関東各地の警察が「朝鮮人に気をつけよ」「夜襲がある」などと、官の側から流言蜚語をまき散らしたとされる結果、福田村周辺の自警団も「異常な事態に興奮」していたと考えられる。
当時の防犯ポスターには「あやしい行商人を見たら警察へ連絡せよ・千葉県警」と書かれているものもあり、貧しそうな行商人に対する蔑視や差別の構造もあったと考えられる。虐殺に走った自警団員の中に「どうせ、どこから来たのかも知れぬ行商人ではないか」という意識が働いた者もいたと推測される。

## 事件後
太平洋戦争後もずっと事件は闇に葬られていたが、1979年（昭和54年）に事件の遺族らから「千葉県における関東大震災と朝鮮人犠牲者追悼実行委員会」などに連絡があり、事件の現地調査が始められた。1983年（昭和58年）には、平形千恵子（千葉県歴史教育者協議会）から香川県歴史教育者協議会の石井雍大に情報が伝えられ、共同調査や香川県での聞き取り調査が進んでいき、1980年代後半からやっと新聞などでも取り上げられるようになった。
2000年（平成12年）3月には香川県で「千葉福田村事件真相調査会」が設立され、同年7月には千葉県「福田村事件を心に刻む会」が設立された。「福田村事件を心に刻む会」の設立総会では、事件当時5歳で戦後に福田村長、野田市長になった新村勝雄が「個人としてですが、被害に遭われた香川の方々に心からおわび申し上げます。事件の真相究明は今を生きる私たちの役目。地元の一人として最大限の努力をしたい」と声を震わせながら語った。同年9月には「福田村事件犠牲者追悼式」が現地で行われた。
2001年（平成13年）には「福田村事件追悼碑建立基金の募集」が始まり、2003年（平成15年）には犠牲者の追悼慰霊碑が野田市三ツ堀の円福寺大利根霊園に建立された。ただ、追悼慰霊碑の背面には「本碑ヲ以テ慰霊ノ場トシ幽魂ノ墓ヲ兼ネルモノ也」として犠牲者の名前は刻まれているが、犠牲者らがなぜ殺されたかがわかる説明は書かれていない。このように、個人の墓を兼ねるものであることから、一般の個人の墓碑と同様、建立者と関係者の同意のない写真等の公開による人権上の問題が発生する懸念があり、施設の管理者である大利根霊園は、2022（令和4年）年8月に撮影を禁じる立て札を設置している。
2022年、2023年にも、犠牲者を追悼する式典が野田市で行われている。
2023年（令和5年）6月20日、野田市の鈴木有市長は市議会一般質問の答弁で、事件が100周年となることについて触れ「被害に遭った人たちに謹んで哀悼の誠をささげたい」と弔意を示した。同市が公式の場で事件の被害者に対して哀悼の意を表したのは初めてであった。
2024年（令和6年）9月6日、事件発生地の野田市を中心に活動している市民団体により、追悼慰霊碑の隣に本事件の説明を刻んだ石碑が新たに設置された。

## 関連作品
- 2014年（平成26年）、フォーク歌手の中川五郎は、本事件をテーマに24分の楽曲『1923年福田村の虐殺』をつくった。寮美千子・姜信子・中川五郎・末森英機の座談会集の付録CDに収録し、2017年（平成29年）にはライヴアルバム『どうぞ裸になって下さい』（コスモスレコーズ）に収録した[注 5]。
- ドキュメンタリー作家の森達也が本事件を題材にした劇映画『福田村事件』を制作[25]し、関東大震災の発災から100年目となる2023年（令和5年）9月1日に全国公開した[26][27]。森は2020年（令和2年）11月に佐伯俊道などと脚本を書くための取材で香川県を訪れている[28]。